# Onosma gmelinii
Onosma gmelinii är en strävbladig växtart som beskrevs av Ledebour. Onosma gmelinii ingår i släktet Onosma och familjen strävbladiga växter. Inga underarter finns listade i Catalogue of Life.